# Essakane
Essakane is een oase-stadje en gemeente (commune) in de cercle Goundam in het noorden van Mali, in de regio Timboektoe, 65 kilometers ten noorden van Timboektoe. De gemeente omvat 16 nederzettingen.
In Essakane is er een jaarlijks muziekfestival Festival au Désert, wat sinds 2001 elke januari wordt gehouden. Op dit festival treden Toearegs op, samen met muzikanten uit dichtbijgelegen landen als Mauritanië and Niger.